# Karl August Ferdinand von Borcke
Karl August Ferdinand von Borcke (18 de febrero de 1776 - 15 de diciembre de 1830) fue un general prusiano y el primer condecorado con la Cruz de Hierro.

## Biografía
Borcke nació en Stargard, Provincia de Pomerania, Reino de Prusia (actual Polonia) siendo hijo de Ernst Gottlieb Kurt von Borcke (1757-1816) y de Anna Margarethe, nacida Greinert (1750-1804). Asistió a la escuela en Stargard y se unió al Ejército prusiano en 1789 como oficial cadete. Borcke tomó parte en la campaña rusa de Napoleón como miembro del contingente prusiano aliado a Napoleón. Después del cambio de bando de Prusia en 1813 luchó en las batallas de Katzbach y Leipzig. Recibió la Cruz de Hierro, II Clase, por su despliegue en la batalla en Lüneburg el 21 de abril de 1813, el primero en se honorado después de su fundación por el rey Federico Guillermo III de Prusia el 10 de marzo de 1813. Borcke comandó la 9.ª Brigada de Infantería prusiana del Tercer Cuerpo durante la Campaña de los Cien Días contra Napoleón y luchó en la batalla de Ligny y después fue el comandante de la fortaleza de Luxemburgo en 1815 (poco después, asesoraría en el acondicionamiento del lugar como una Bundesfestung).
Borcke se casó con Ernestine Johanna Christiane, nacida von Broesigke (1764-1836) en 1806, no tuvieron hijos. Murió de un fatal accidente de caza en su ciudad natal.

## Honores
- Cruz de Hierro segunda clase (Batalla de Lüneburg, 21 de abril de 1813)
- Cruz de Hierro primera clase (por su participación en la batalla de Leipzig)
- Orden de la Espada
- Orden de San Vladimiro (Rusia)
- Orden del Águila Roja (1815)[1]